# Kolonia Czernie
Kolonia Czernie – niestandaryzowana nazwa kolonii wsi Czernie w Polsce położona w województwie mazowieckim, w powiecie ostrołęckim, w gminie Goworowo.

## Historia
Dawniej folwark.
W latach 1921–1939 ówczesny folwark leżał w województwie białostockim, w powiecie ostrołęckim, w gminie Goworowo.
Według Powszechnego Spisu Ludności z 1921 roku folwark zamieszkiwało 87 osób, 80 było wyznania rzymskokatolickiego a 7 mojżeszowego. Jednocześnie wszyscy mieszkańcy zadeklarowali polską przynależność narodową. Było tu 7 budynków mieszkalnych. Miejscowość należała do parafii rzymskokatolickiej w Wąsewie. Podlegała pod Sąd Grodzki w Ostrołęce i Okręgowy w Łomży; właściwy urząd pocztowy mieścił się w Goworowie.
W wyniku agresji niemieckiej we wrześniu 1939 wieś znalazła się pod okupacją niemiecką. Od 1939 do wyzwolenia w 1945 włączona w skład Generalnego Gubernatorstwa.
W latach 1975–1998 miejscowość administracyjnie należała do województwa ostrołęckiego.